# Inazuma Eleven: Victory Road
Inazuma Eleven: Victory Road (イナズマイレブン 英雄たちのヴィクトリーロード, Inazuma Eleven: Eiyū-tachi no Victory Road, peut être traduit en anglais par Victory Road of Heroes) est un jeu vidéo RPG et de sport (football) développé et édité par Level-5, prévu pour le 13 novembre 2025 sur Nintendo Switch, Nintendo Switch 2, PlayStation 4, PlayStation 5, Xbox Series X/S et Microsoft Windows.

## Histoire
L'histoire se déroule 25 ans après les événements d'Inazuma Eleven et le sacre de Mark Evans et son équipe au Football Frontier. Le personnage principal du jeu s'appelle Destin Billows (Unmei Sasanami). Ne pouvant pas jouer au foot à la suite d'un traumatisme, il devient le manageur d'un club de football. Son objectif sera de redorer le blason de son club de foot, celui du collège Nagumohara, auparavant laissé à l'abandon. Il rencontrera sur son chemin de puissants adversaires, dont Harper (Haru), le fils du légendaire capitaine Mark Evans, à la tête du puissant collège Raimon.  

### Mode Chronique
Afin de combattre une nouvelle menace, Victorio Cryptix (Victorio Arno) doit revivre les évènements majeurs de la timeline afin de trouver l'Esprit Guerrier ultime.

## Développement
Le jeu est annoncé en 2016 sous le titre Inazuma Eleven: Ares no Tenbin (イナズマイレブン アレスの天秤(てんびん)) pour une sortie prévue initialement pour l'été 2018, avant d'être repoussé à fin 2018 puis 2019. Il est ensuite renommé en Inazuma Eleven: Eiyū-tachi no Great Road (イナズマイレブン 英雄たちのグレートロード) avec une sortie prévue pour 2020. Le développement est finalement repris de zéro en avril 2020, avant que celui-ci ne soit mis de côté "pour des raisons commerciales" en septembre 2020. Le nouveau titre Inazuma Eleven: Eiyū-tachi no Victory Road est finalement annoncé en juillet 2022, avec de nouveaux détails de gameplay. Après une phase de bêta test en 2024, le jeu est annoncé pour le 21 août 2025 sur Nintendo Switch, Nintendo Switch 2, PlayStation 4, PlayStation 5, Xbox Series X/S et Microsoft Windows, en version en dématérialisée uniquement. Finalement, en juillet 2025, la sortie est de nouveau repoussée au 13 novembre.